# Heldrungen

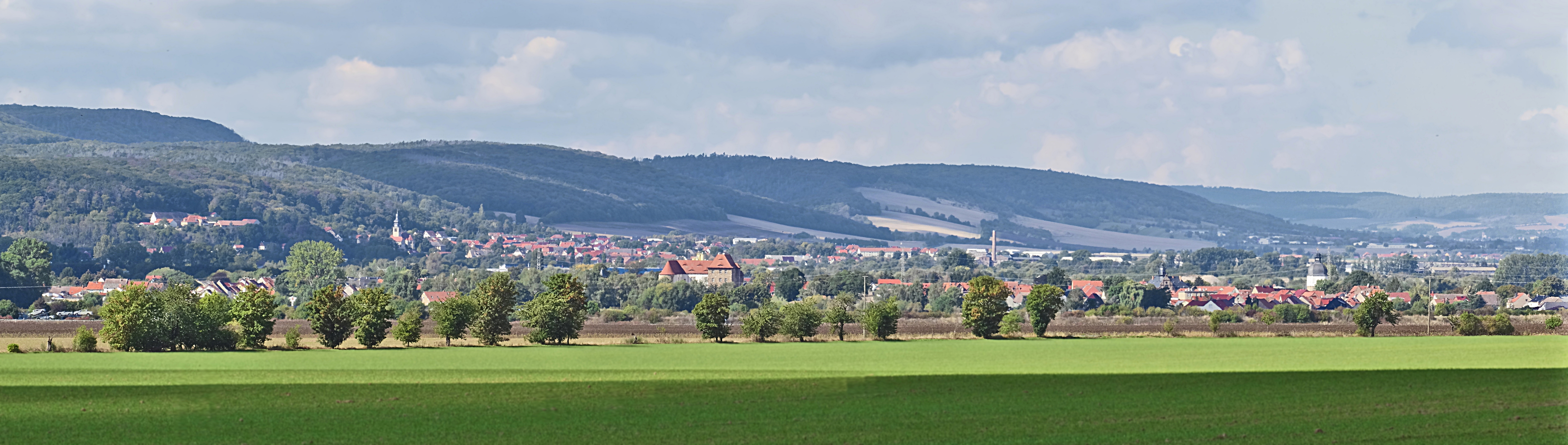
Heldrungen von Osten

Heldrungen ist ein Ortsteil der Stadt und Landgemeinde An der Schmücke im thüringischen Kyffhäuserkreis. Die Stadt wird von der Festung Heldrungen beherrscht, einer Festung mit Wassergraben und vier Bastionen.

## Geschichte
- Im Jahre 777 wurde Heldrungen erstmals urkundlich erwähnt.
- Im Bauernkrieg nach der Schlacht bei Bad Frankenhausen wurde im Jahre 1525 Thomas Müntzer gefangen genommen und in Heldrungen inhaftiert. Hier verfasste er seine letzten Schriften.
- Das Stadtrecht wurde durch Kaiser Karl V. am 10. August 1530 verliehen.
- 1841 erhielt Heldrungen seine Magistratsverfassung.
- Während des Zweiten Weltkrieges mussten Kriegsgefangene aus Frankreich, Polen und der Sowjetunion Zwangsarbeit in der lokalen Landwirtschaft verrichten.[1]

Am 1. Juli 1950 wurde die bis dahin eigenständige Gemeinde Braunsroda b. Heldrungen eingegliedert.
Am 1. Januar 2019 schlossen sich die Landstadt Heldrungen und die Gemeinden Bretleben, Gorsleben, Hauteroda, Hemleben und Oldisleben zur neuen Stadt und Landgemeinde An der Schmücke zusammen. Die Landstadt Heldrungen war Sitz der Verwaltungsgemeinschaft An der Schmücke. Zur Landstadt Heldrungen gehörten die beiden Stadtteile Am Bahnhof und Braunsroda.

### Einwohnerentwicklung
Entwicklung der Einwohnerzahl (31. Dezember): Datenquelle: Thüringer Landesamt für Statistik
| - 1994: 2625 - 1995: 2606 - 1996: 2605 - 1997: 2574 - 1998: 2519 - 1999: 2523 | - 2000: 2449 - 2001: 2425 - 2002: 2379 - 2003: 2338 - 2004: 2306 - 2005: 2333 | - 2006: 2297 - 2007: 2250 - 2008: 2228 - 2009: 2209 - 2010: 2215 - 2011: 2274 | - 2012: 2237 - 2013: 2213 - 2014: 2212 - 2015: 2282 - 2016: 2266 - 2017: 2207 | - 2018: 2139 |

## Politik

### Ehemaliger Stadtrat
Die Kommunalwahl 2014 zum letzten Stadtrat ergab diese Sitzverteilung:
- Bürger für Heldrungen: 5 Sitze
- CDU: 4 Sitze
- SPD: 3 Sitze
- DIE LINKE: 2 Sitze

### Ehemaliger Bürgermeister
Im Juni 2016 wurde Norbert Enke im zweiten Wahlgang im Amt bestätigt. Er war bis zur Auflösung der Stadt im Amt.

### Wappen
Blasonierung: „In Blau ein doppelschwänziger gekrönter goldener Löwe, überdeckt von einem rot-silbern geschachten Schrägrechtsbalken.“
In der Literatur finden sich zwei Varianten des Stadtwappens von Heldrungen: 1. Otto Hupp, Deutsche Ortswappen, zeigt auf goldenem Grund einen schwarzen, rotbewehrten Löwen, überdeckt von einem silber-rot geschachten Schräglinksbalken. Erläuternd fügt Hupp hinzu, dass es sich hierbei um das Wappen der alten Herren von Heldrungen handele. 2. C. Sagittarius, Geschichte der thüringischen Herrschaft Heldrungen, beschreibt das Wappen der Herren von Heldrungen wie folgt: „… ein gelber aufgerichteter vor sich sehender Löwe, über welchem ein quer- oder gelehnter Balken über Eck mit roth und weiß, schachweise verändert, gezogen im blauen Felde, …. In dieser Form führten es auch die Grafen von Mansfeld im dritten Feld ihres Wappens. Sie waren 1479 in den Besitz der Herrschaft Heldrungen gelangt.“

## Kultur und Sehenswürdigkeiten

### Bauwerke

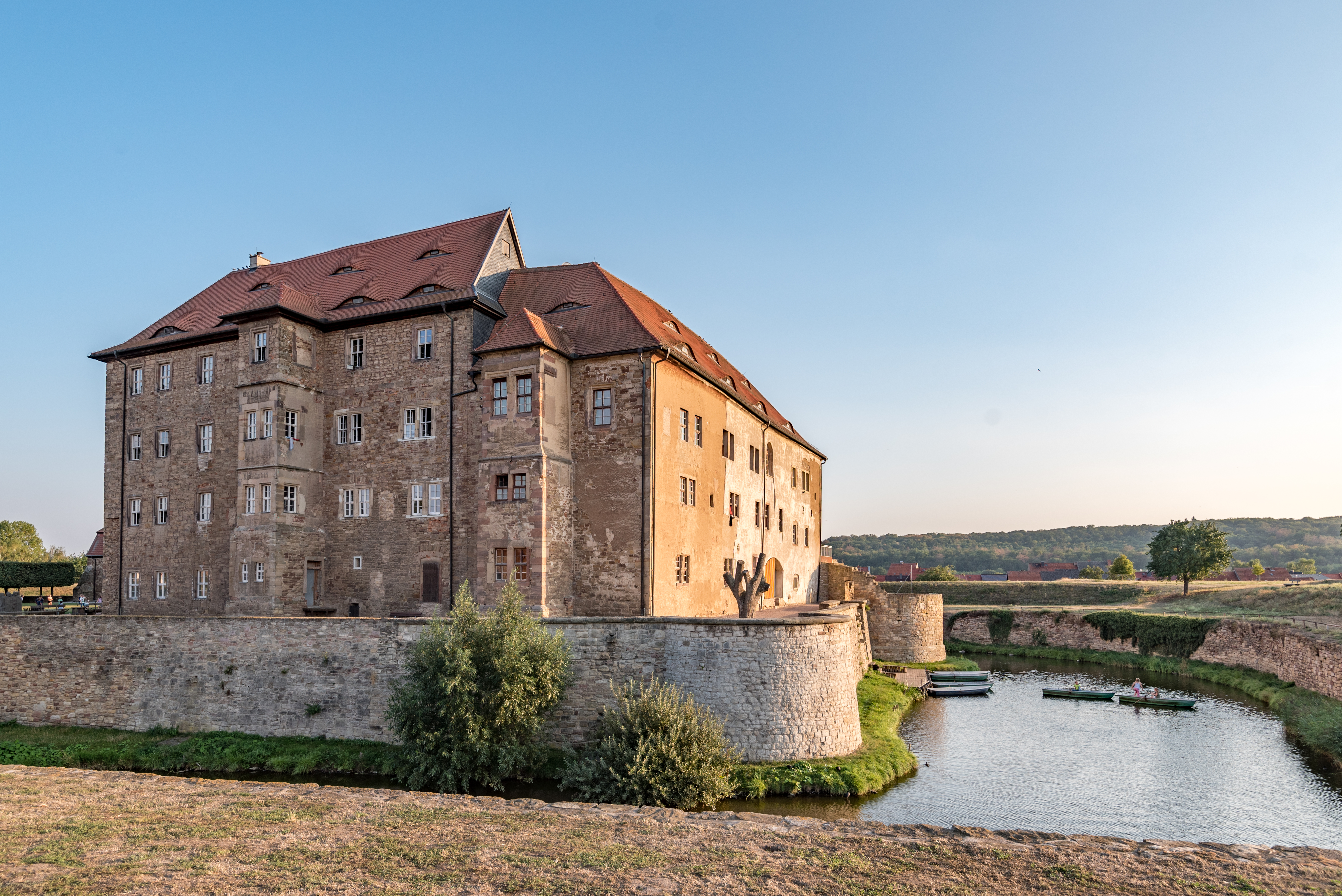
Burg Heldrungen

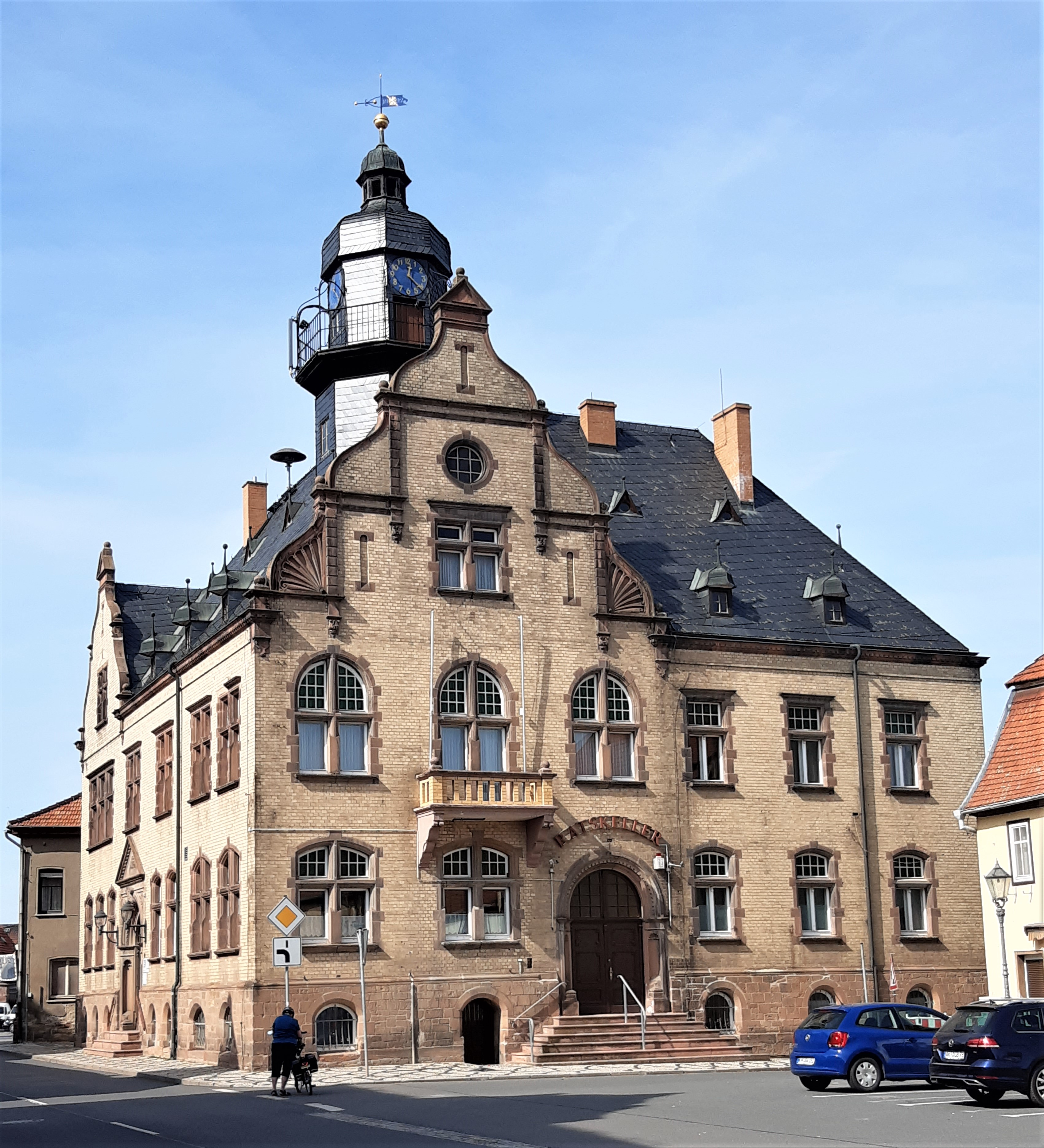
Rathaus

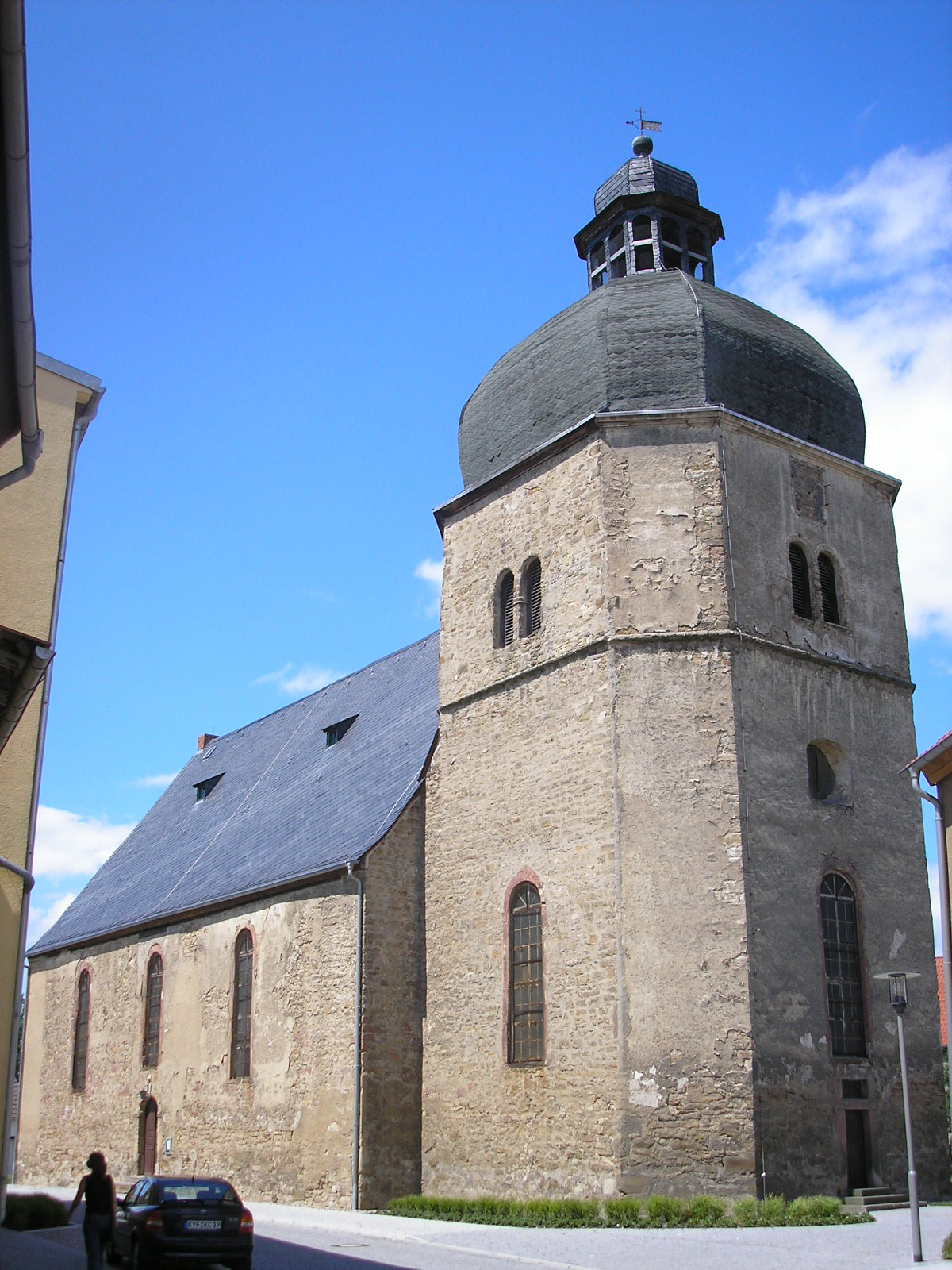
Stadtkirche St. Wigberti

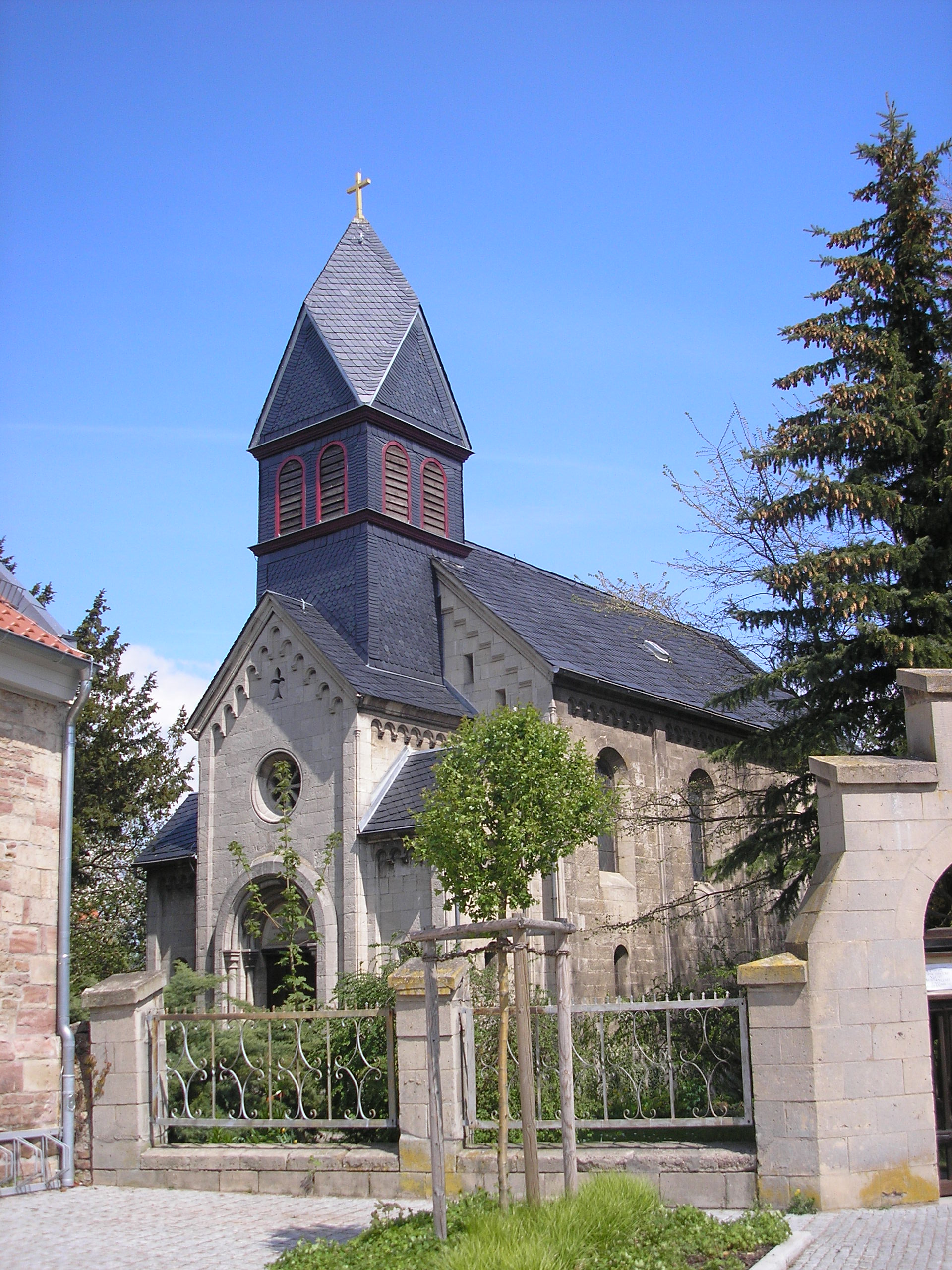
Golgathakirche

#### Festung Heldrungen
Die Geschichte der Schloss- und Festungsanlage Heldrungen reicht bis in das Jahr 1217 zurück, die eigentliche Wasserburg wurde von 1512 bis 1519 errichtet. Nach nahezu vollständiger Zerstörung in den Jahren 1664 bis 1668 wurde sie mit einer Wehranlage versehen. Innerhalb der Festung wurde Thomas Müntzer nach seiner Niederlage bei Bad Frankenhausen im sogenannten Müntzer-Turm festgehalten und gefoltert. Seit 1975 befand sich dort eine Gedenkstätte, die nach 1990 beseitigt wurde. Ab 1997 wurden Teile der historischen Wallanlage restauriert. Auf dem Gelände der Wasserburg gibt es seit den 1970er Jahren eine Jugendherberge und ein Café. Im Jahr 2010 wurden für die Erhaltung und Modernisierung der Burganlage 3,75 Mio. Euro Fördermittel vom Thüringer Bauministerium bereitgestellt. Der DJH Landesverband Thüringen e. V. investierte gut 1,6 Mio. in die Sanierung und Modernisierung der Jugendherberge mit 130 Betten. Sie gehört nach der Fertigstellung zu den modernsten Jugendherbergen in Deutschland.

#### Rathaus
Das Rathaus wurde zwischen 1900 und 1901 erbaut. Baumeister war der Architekt Friedrich Fahro aus Halle (Saale).

#### Kirchen
Die Kirche St. Wigbert stammt aus dem späten 17. Jahrhundert.
Die Golgatha-Kirche an der Zufahrt zur Festung gehört der Selbständigen Evangelisch-Lutherischen Kirche (SELK) an.

#### Naturschwimmbad Heldrungen
Am westlichen Ortsrand befindet sich am Oldislebener Weg auf einem Teilgelände einer noch teilaktiven Kiesgrube das Naturschwimmbad Heldrungen mit 5-m-Sprungturm, einem Textil- und einem FKK-Bereich. Gastronomie, Beachvolleyball, kostenlose Parkplätze sowie ein Eltern-Kind-Bereich mit Spielplatz zählen weiterhin zu den Angeboten dieses Naturschwimmbades.

## Verkehr

### Fernverkehrsstraßen
Seit Dezember 2008 ist Heldrungen an die Bundesautobahn 71 angeschlossen. Im weiteren Verlauf führt die A 71 (vollständige Freigabe im September 2015) in Richtung Süden durch den Schmücketunnel über Erfurt und Suhl nach Schweinfurt und in Richtung Norden nach Sangerhausen.
Weiterhin verlief die Bundesstraße 86 von Hettstedt über Sangerhausen in Richtung Straußfurt durch das Stadtgebiet, diese wurde 2013 in südliche Richtung und 2015 in nördliche Richtung zur Landesstraße abgestuft. Südlich der Stadt verläuft durch die Thüringer Pforte die Bundesstraße 85 (Berga – Passau). Seit 2010 entlastet eine Umgehungsstraße die Stadt, diese beginnt nördlich am Abzweig nach Braunsroda, umfährt die Stadt nordwestlich und mündet westlich zwischen der Kernstadt und dem Ortsteil „Am Bahnhof“ in die Bestandstrecke, die ehemalige B 86.

### Bahn
Heldrungen erhielt im Jahre 1881 Anschluss an die Bahnstrecke Sangerhausen–Erfurt. Der Bahnhof befindet sich etwa 2 km westlich der Stadt im Ortsteil „Am Bahnhof“, der in den 1960ern und 1970ern errichtet wurde. Im heutigen Personenverkehr befahren der Regionalexpress 10 (Magdeburg–Erfurt) und die Regionalbahn 59 (Sangerhausen–Erfurt) die Strecke. Beide verkehren im 120-Minuten-Takt, so dass sich insgesamt ein Stundentakt ergibt.

## Persönlichkeiten
- Hartmann von Heldrungen (um 1210–1282), Kreuzritter, ab 1274 Hochmeister des Deutschen Ordens
- Peter Ernst I. von Mansfeld (1517–1604), Feldmarschall der spanischen Armee
- Gottlob Ernst Schulze (1761–1833), Philosoph
- Johann Anton Wilhelm Geßner (1771–1830), Philosoph, Hauslehrer in Heldrungen
- Friedrich Albert Gebhard (1781–1861), russischer Schauspieler und Dramatiker
- Amalie Marschner (1794–1883), Frauenrechtlerin und Pädagogin
- Eduard von Broizem (1798–1872), Ministerialbeamter in Sachsen
- Gustav Hofmeier (1826–1893), evangelisch-lutherischer Geistlicher
- Werner Elert (1885–1954), evangelisch-lutherischer Theologe
- Rudolf Große (1924–2017), Sprachwissenschaftler